# Legacy of Kain: Soul Reaver
Legacy of Kain: Soul Reaver (рус. Наследие Каина: Похититель душ) — компьютерная игра от 3-го лица в жанре action-adventure, разработанная Crystal Dynamics и издана Eidos Interactive. Вышла на платформах: Sony PlayStation, PC и Sega Dreamcast. Soul Reaver вторая игра из серии Legacy of Kain, является сиквелом к Blood Omen: Legacy of Kain. Имеет прямое продолжение — Legacy of Kain: Soul Reaver 2.
События разворачиваются через 1500 лет после Blood Omen. В Soul Reaver рассказывается судьба вампира Разиэля, лейтенанта армии лорда вампиров Каина. Каин калечит Разиэля, после чего бросает последнего в Озеро Мёртвых. Но Старейший Бог спасает Разиэля от полного разрушения и превращает в своего «Похитителя Душ», для того, чтобы тот мог отомстить. Такое же название имеет и меч Каина, который он приобретает в ходе игры.
Crystal Dynamics начали разработку игры в 1997 году, но портящиеся отношения с Silicon Knights
(создатели Blood Omen) создали правовую проблему. Эта и другие задержки вынудили разработчиков вырезать много материала, который, впрочем, был добавлен в последующие части. Soul Reaver был хорошо оценён критиками за свою интригующую готическую историю и высококачественную графику. В то же время, обозревателям не понравился повторяющийся геймплей и невыразительный конец. Игра включена в линейку Sony «Greatest Hits».

## Игровой процесс
В плане геймплея игра совершенно не похожа на своего предшественника и представляет собой классическую action-adventure. В Soul Reaver игрок управляет Разиэлем — обезображенным вампиром. Игровая камера располагается позади Разиэля, но игрок может и самостоятельно управлять ею. По большей части, геймплей основывается на переходе между материальным и духовным миром. Это позволяет игроку продвигаться дальше по сюжетной линии. Взаимодействие с объектами в духовном мире ограничено, но это также приносит пользу Разиэлю, поскольку он может пересекать находящиеся в воде ворота, недоступные в материальном мире. Блоки, двери и переключатели могут быть использованы только в материальном мире.
Многие головоломки основаны на разнице между обоими мирами, например: окружение и платформы в одном мире, в другом могут изменить свою форму, таким образом открыв новый проход. В игре часто встречаются загадки, требующие двигать и поворачивать огромные блоки, нередко за определенный промежуток времени.
Боевая система в Soul Reaver основывается на hack and slash, и состоит из  различных атак и завершающих ударов. Враги Разиэля разделены на три группы: люди, духовные существа и вампиры. Среди человеческих врагов встречаются: жители, охотники на вампиров, почитатели вампиров. В духовном мире игрок сражается против Sluagh и душ мёртвых вампиров. Каждый тип вампиров-врагов имеет свою уникальную силу, схожую с лидером их клана.
Основными особенностями боевой системы являются: использование в качестве оружия подручных предметов и возможность использования окружения для борьбы с противниками. Обычными атаками можно убить людей и духовных существ. Вампиров необходимо избить до потери сознания и за несколько секунд добить следующими приёмами: вынести на солнечный свет, столкнуть в воду, забросить на торчащие из стены шипы, пробить шестом (при этом шест придётся оставить; если его вынуть, противник снова придёт в себя), поджечь факелом, бросить в костер, уничтожить с помощью клинка Soul Reaver, применить заклинание огня или солнечного света.
Из поверженных противников вылетает душа, которую необходимо поглотить для восстановления здоровья. В материальном мире здоровье медленно уменьшается, в то время как в духовном — восполняется. Наличие меча Soul Reaver останавливает уменьшение здоровья в материальном мире, но если Разиэль потеряет свой меч, получив повреждения, он сможет его вернуть только если полностью восстановив шкалу здоровья. В игре принципиально невозможно умереть. Если шкала здоровья достигнет нуля, пока персонаж находится в материальном мире, он перенёсется в мир духов. Если и там он получит смертельный урон, он очнётся в пещере под озером, в которой начиналась игра (оттуда же игра начинается при загрузке сохранения).

Поначалу Разиэль может: прыгать, парить (используя остатки своих крыльев), двигать глыбы и бросать своих врагов.

Разница между материальным и духовным миром

Изначально он сражается с помощью своих когтей, но в дальнейшем сможет использовать различное оружие: камни, факелы, копья, посохи и Soul Reaver. Разиэль может беспрепятственно переходить в духовный мир, но чтобы вернуться в материальный мир, ему требуется найти специальные порталы и иметь полную шкалу здоровья. По мере прохождения игры, Разиэль обретет способность проходить сквозь решёточные ворота в духовном мире, и карабкаться по отвесным стенам в материальном мире. Вода, опасная в начале, в дальнейшем перестанет представлять угрозу для Разиэля, и он научится плавать. Игрок может найти древний артефакт, который даст возможность Разиэлю стрелять сгустком телекинетической энергии. Хоть наносимые им повреждения незначительны, он может откидывать врагов, а также двигать блоки на расстоянии. Soul Reaver можно превратить в Fire Reaver, освятив его в священном огне. Fire Reaver может поджигать врагов и добавляет огонь к телекинетическим сгусткам. Игрок может найти магические глифы, которые дадут Разиэлю возможность использовать магическую энергию для одновременной атаки нескольких врагов.

## Игровой мир

### Сеттинг
События Soul Reaver разворачиваются в вымышленном мире Носгот, где благополучие земли связано с девятью Колоннами Носгота, каждую из которых представляет Хранитель. Ещё до событий Soul Reaver, Хранители стали порочными, и, после того как Каин убил восьмерых из них, он узнал, что он — девятый. Отказавшись пожертвовать собой ради восстановления Колонн, он обрёк Носгот на упадок и разрушения на века, и начал создавать своих лейтенантов, в том числе и Разиэля, для захвата земель. Ко времени развития сюжетной линии Soul Reaver, люди были почти истреблены, а каждый клан вампиров закрепился в определенных частях Носгота, изменив их вид (ландшафт). Под землями Носгота скрывается Старейший Бог, древнее и сильное создание, о существовании которого вампиры даже и не догадываются. Старейший Бог управляет Колесом Судьбы — циклом перевоплощения душ, которые перемещаются в Колесе в витке (петле) судьбы. Но так как вампиры бессмертны, их души не приводят в действие Колесо, вызывая тем самым упадок Носгота. Когда Разиэля воскрешают по прошествии 1000 лет, Носгот находится на краю разрушения.

### Персонажи
Главным героем Soul Reaver является Разиэль — бывший вампир, превращенный в духа, которого Каин в начале игры бросает в Озеро Мёртвых. Хоть Каин и был протагонистом в прошлой игре — Blood Omen: Legacy of Kain, в Soul Reaver он выступает главным врагом и последним боссом. Старейший Бог воскрешает и помогает Разиэлю, объясняет игровое управление и предыдущие события из истории Носгота. Ариэль, которая была Хранителем Колонны Баланса до Каина, появляется перед Разиэлем в виде духа, и время от времени помогает ему советом. Во время поисков, Разиэль встречает своих братьев: Мелка́я, Зефона, Рахаба и Дума́, которые выступают в качестве боссов. Каждый из них развил особые навыки, которые, Разиэль получит, победив и поглотив их души. Пятый брат, Турел, не попал в игру из-за урезанных сроков разработки.

### Сюжет

Геймплей игры

Игра начинается с того, что Разиэль подходит к трону Каина и расправляет новообретенные крылья. Каин наказывает Разиэля за превосходство его в эволюции, вырывая кости из крыльев, и приказывает сбросить его в Озеро Мёртвых на вечное мучение. По прошествии 1000 лет Старейший Бог воскрешает Разиэля в виде бессмертного духа, чтобы последний стал его «Похитителем Душ» и убил Каина для восстановления Носгота. С помощью Старейшего Бога, Разиэль осваивает своё новое перевоплощение и возвращается в Носгот. Проникая на территорию клана Мелкая, Разиэль встречает своего брата, который превратился в монстра, неспособного поддерживать свою собственную плоть. После долгого разговора, Разиэль вступает в битву с Мелкая, убивает и поглощает его душу. Получив новую способность, от поглощения души, Разиэль встречает Каина в Святилище Кланов, расположенном на руинах Колонн Носгота. В короткой битве Каин одерживает победу, и пытается убить Разиэля с помощью Soul Reaver, сильнейшего меча, способного поглощать души поверженных врагов. Но меч разрушается после удара по Разиэлю, и Каин убегает. Ослабленный битвой, Разиэль переходит в мир духов. Напротив себя он замечает духовную форму Soul Reaver, до которой он дотрагивается. Этим действием он связывает себя с мечом, становясь с ним одним целым. После этого Разиэль встречает Ариэль, которая восстанавливает его силы, и узнает местонахождение своего следующего брата — Зефона.
Разиэль, с огромным риском, входит в кафедральный собор, когда-то населённым людьми, и находит клан Зефона. После долгого подъёма в верхнюю башню собора, перед взором Разиэля восстает Зефон, который обрел форму паука, и тело которого погружено в верхушку башни. Впоследствии Разиэль убивает своего брата, и с помощью новообретенных сил попадает в древнюю усыпальницу, где расположены гробы членов Ордена Сарафан — особого клана людей-охотников на вампиров, убитых задолго до правления Каина. К своему ужасу, Разиэль осознает, что древняя усыпальница была создана для него и его братьев. По жестокой иронии, Каин воскресил членов Ордена Сарафан, и сделал их своими сыновьями-вампирами. Разиэль находит секретный проход под усыпальницей и попадает в затопленный монастырь, населённый кланом Рахаба. Члены клана мутировали в амфибий, а их лидер — Рахаб — превратился в водяного. Встретившись лицом к лицу, Разиэль рассказывает своему брату об их человеческом прошлом, но в ответ Рахаб атакует его. Победив Рахаба и поглотив его душу, Разиэль получает возможность плавать. С этой новой силой он пересекает Озеро Мертвых, и исследует заброшенную крепость своего брата, Думи. Старейший Бог объясняет, что клан Дума был рассредоточен перед атакой охотников на вампиров. В конечном счёте, Разиэль находит своего брата, прикованного к своему трону с помощью пик, протыкающих его сердце. Разиэль освобождает Думу и впоследствии сжигает его заживо в гигантской печи.
Дальше, Разиэль находит Пещеры Оракула, где Мёбиус — Хранитель времени однажды спрятал Хронопласт — магическую машину времени. Пройдя через пещеры, Разиэль обнаруживает Каина в зале управления Хронопластом. В ответ на негодование Разиэля по-поводу прошлого, Каин говорит ему о судьбе и свободе воли. Разиэль атакует Каина, который пытается задействовать Хронопласт. Разиэль получает преимущество в сражении, но Хронопласт активируется и Каин убегает через временной портал. Игнорируя предупреждения Старейшего Бога, Разиэль ступает вслед за Каином. В конце игры Разиэль выходит из портала, и его встречает Мёбиус — Хранитель времени. После этого начинается сюжетная линия Legacy of Kain: Soul Reaver 2.

## Разработка и поддержка игры
Soul Reaver начали разрабатывать одновременно с Legacy of Kain: Blood Omen 2, в 1997 году, отдавая предпочтение 
разгадыванию головоломок, нежели сражениям, как в Blood Omen 2.
Во время проектировочной стадии, команда разработчиков создала огромные пространства, которые можно было исследовать даже после того, как Разиэль получил бы новые возможности. Таким образом, локации становились более проработанными, чем в Blood Omen.
Crystal Dynamics создавала Soul Reaver на основе исследований Silicon Knights на тему вампирской мифологии, которую они проводили для Blood Omen.
Другие аспекты игры, такие как идея падшего ангела, который поглощает души, были взяты из эпической поэмы «Потерянный Рай». Разработчики хотели сделать геймплей похожим на Tomb Raider и использовали улучшенную версию движка из собственной игры — Gex 3, для создания трёхмерного игрового мира. Ещё до релиза Soul Reaver, отношения между Silicon Knights и Crystal Dynamics окончательно испортились. Из-за того, что использовались наработки Silicon Knights, компания подала в суд на запрет рекламного продвижения игры (выпуск новых скриншотов, пресс-релизов и т. д.). Эта и многие другие задержки отодвинули релиз игры с октября 1998, на август 1999 года.
Задержки заставили Crystal Dynamics урезать большую часть игрового материала, включая дополнительные силы для Разиэля, третью битву с Каином и более проработанную систему глифов, которая наделяла бы меч Soul Reaver новыми способностями различных стихий.
В одном из интервью, директор серии Эмми Хейнинг сказала, что разработчики разделили огромный план по разработке на две части, после того как поняли, что они «перенаполнили» игру и не успевают завершить её в нужный срок. Это решение объясняет интригующий конец и появление ранее задуманного материала в последующих играх.
Несмотря на урезание, Хейнинг добавила, что команда оставила неиспользуемые компоненты — такие как дополнительные силы и враги — в движке игры, чтобы избежать непредвиденных проблем, которые могли бы появиться при их вырезке.
В 1998 году, Soul Reaver был представлен на выставке Е3, где посетители могли получить бесплатный демо диск.
Со временем, были выпущены дополнительные демо диски, включая один, который поставлялся с журналом Official PlayStation Magazine. Soul Reaver вышел на ПК и Sony PlayStation в 1999 году. Версия для Sega Dreamcast появилась в 2000. ПК и Dreamcast версии имели гораздо больший фреймрейт, чем версия для PlayStation. Порт для Dreamcast имел небольшие графические улучшения. Игра планировалась к выпуску в Японии, но релиз был отменен. В 2000 году Soul Reaver был включен в список игр Sony «Greatest Hits», с более чем 1.5 миллионами проданных копий к концу 2001 года.
Eidos Interactive, издатель игры, потратила 4 миллиона долларов на рекламную кампанию, которая включала в себя статьи в журналах, рекламные ролики на ТВ и книгу комиксов, изданную Top Cow Productions.
Благодаря выходу фильмов Шестое чувство, Ведьма из Блэр: курсовая с того света и Мумия, в первой половине 1999 года, релиз Soul Reaver был идеальный по времени, как для игры с хоррор направлением. Отсутствие экранов загрузки было ключевым в маркетинговой политике, которую отметили некоторые обозреватели.
После выхода, Eidos и BBI выпустили фигурки Каина и Разиэля.
В сентябре 2024 года издатель Aspyr анонсировал обновлённый сборник двух игр Soul Reaver под названием Legacy of Kain: Soul Reaver 1 & 2 Remastered. Среди изменений: улучшенный визуальный ряд, фоторежим, новая схема управления и локализации на ранее отсутствующие языки (включая и русскую локализацию).

## Звук и музыка
Курт Харланд сочинил большую часть музыки для Soul Reaver, остальным занимался Джим Хеджес. Харланд заметил, что под руководством Эмми Хейнинг он запрограммировал музыку на изменение в зависимости от игровой ситуации, например при сражении или плавании. Это было достигнуто с помощью особого MIDI драйвера, который запускал музыку в зависимости от сигналов игрового движка. Каждый клан вампиров имел свою особую музыкальную тему; один клан механических вампиров был ассоциирован с медленной, глухой темой, для передачи чувства работающего механизма.
Чтобы ещё больше интегрировать музыку с обстановкой, команда звуковых операторов консультировалась с дизайнерами уровней. Музыка из Soul Reaver и Soul Reaver 2
была включена как дополнительный материал, который находился на диске с игрой Legacy of Kain: Soul Reaver 2.
Разиэля озвучил Майкл Белл, а Тони Джей, озвучивший Мортаниуса в Blood Omen, служил голосом для Старейшего Бога. Анна Ганн, Саймон Темплмен и Ричард Дойл играли свои соответствующие роли из Blood Omen — Ариэль, Каина и Мёбиуса. Белл, Темплмен и Джей также озвучили Мелкая, Дума и Зефона соответственно. Голосом Рахаба стал Нейл Росс.

## Отзывы прессы
| Сводный рейтинг                  | Сводный рейтинг                         |
| Агрегатор                        | Оценка                                  |
| -------------------------------- | --------------------------------------- |
| GameRankings                     | 88,16 % (PS) 78,18 % (ПК) 87,94 % (SDC) |
| Metacritic                       | 91 %                                    |
| Иноязычные издания               |                                         |
| Издание                          | Оценка                                  |
| Game Informer                    | 8,5/10                                  |
| GameSpot                         | 9/10                                    |
| IGN                              | 9,3/10                                  |
| Allgame                          | [ 29 ]                                  |
| RPGamer                          | 6/10                                    |
| Computer Gaming World            | [ 30 ]                                  |
| Official PlayStation Magazine UK | 9/10                                    |

Готическая атмосфера Soul Reaver была хорошо воспринята; некоторые обозреватели особо отмечали игровые кат-сцены.
Обозреватель из IGN назвал игру «амбициозной, такой, которая практически достигает всех своих задумок» и похвалил саундтрек за ненавязчивое слияние с атмосферой. Порт для Dreamcast был назван «одной из самых красивых консольных игр, когда-либо сделанных».
IGN также добавили, что получение и изучение сил братьев Разиэля приносит часть удовольствия от игры, и что движения Разиэля хорошо анимированы и скоординированы.
Next Generation Magazine написал, что «даже если вы владелец Playstation версии, вы захотите взять игру и на Dreamcast», но выразил разочарование в том, что в порте для Dreamcast не было добавлено нового контента.
Обозреватель сайта AllGame назвал кат-сцены «плавными, без резких переходов» а их количество «не большим и не маленьким».
Сюжет игры был высоко оценён критиками из Game Informer, которые назвали его «мрачным и интересным». Озвучивание Soul Reaver было также удостоено похвалы.GameSpot оценил этот аспект игры в своем Топ 10 «Лучших озвучиваний в играх».
GameSpot посчитал атмосферу такой же богатой, как и в Blood Omen, но менее драматичной, а графику «одной из самых лучших на Playstation». Лёгкость управление камерой обозреватель сравнил с таковой в Banjo-Kazooie, добавив, что игроки захотят повернуть камеру, чтобы увидеть движения Разиэля.
GamePro отметил возможность перехода между мирами, и, в том числе, визуальную составляющую.
RPGamer назвал геймплей гладким и «бесшовным»; обозреватель опасался, что интерфейс будет таким же, как и в играх серии Tomb Raider, но поиграв, откинул все опасения.
Computer Gaming World понравилось поглощать души, а Александр Смит, из Star Tribune, сравнил Soul Reaver с телевизионным сериалом «Горец».
Критики также посчитали геймплей Soul Reaver слишком нелинейным, а задачи не слишком ясными.
Next Generation Magazine посетовал на сложность игры из-за её пазлов, и отсутствие карты игрового мира, благодаря чему игроки запутывались во время прохождения.
Рецензент из RPGamer сказал, что музыка «более подходит для убаюкивания младенцев» а враги издают звуки, словно животные на скотном дворе.
AllGame называли игровые пазлы сложными, даже для опытных игроков, а Game Informer посчитал их «сложными до безумия».
The Tampa Tribune подвергла критике управление камерой, и в то же время заметила, что функция автоцентровки уменьшает эту проблему.
PC Zone не понравился порт игры на персональные компьютеры, в частности критике подверглись «сжатая» графика и плохое управление камерой: «чувствуется, словно версию для Playstation наспех портировали на ПК».
Computer Gaming World также посчитали, что ограничения Playstation были перенесены и на ПК версию, которая выглядит, по их мнению, «очень скучно». Издание похвалило историю, схожую с идеей Люцифера, за мотивирование игроков, но было разочарованно тем, что она «иссякает вместе с неудовлетворительной развязкой».
Game Informer заявил: «даже после многих годов в разработке, Soul Reaver не чувствуется завершенным. Он чувствуется созданным наспех».
1UP позже поставил Soul Reaver на второе место в своем «Топ 5 игр, которые остановились на полпути», объяснив это словами: «предельно ясно, что сюжет мог быть совершенно другим, если бы в этих непростых обстоятельствах не закончились деньги».